# British Birds
British birds magazine est une revue britannique mensuelle d'ornithologie. Fondée en 1907, elle est actuellement détenue par une association à but non lucratif reconnue d'intérêt public, la The British Birds Charitable Trust,,.
En 2000, le magazine est publié en 5 250 exemplaires destinés aux ornithologues amateurs. Son tira
ge avait atteint un pic de 11 000 à la fin des années 1980.
Il publie les conclusions de la British Birds Rarities Comitee.